# Düne Wedding
Die Düne Wedding ist die einzige erhaltene innerstädtische eiszeitliche Binnendüne Berlins. Sie befindet sich auf dem Gelände des Schul-Umwelt-Zentrums, Scharnweberstraße 158/159 im Berliner Ortsteil Wedding des Bezirks Mitte.

## Lage und Geschichte
Die Düne mit Umgebung liegt auf dem Grundstück Scharnweberstraße 159 im Bezirk Mitte von Berlin. Sie umfasst teilweise das Flurstück 161/1 der Flur 4 und hat eine Größe von etwa 4000 m². Sie ist ein Ausläufer der ehemaligen Dünenlandschaft des Volksparks Rehberge und Teil des Berliner Urstromtals, das am Ende der letzten Eiszeit vor rund 18.000 Jahren entstand. Beim Rückzug der letzten Gletscher vor ca. 12.000 Jahren blieben an den Gletscherrändern ausgedehnte vegetationsfreie Zonen mit Moränenschutt und Sandern. Wegen des fehlenden Baumwuchses und weil sich die Vegetation erst etablieren musste, konnten die feinen Sandkörner vom Wind problemlos verblasen werden, so dass sich als Akkumulationsformen Dünen und Löss bilden konnten.
Im Laufe der natürlichen Klimaveränderungen und durch menschliche Eingriffe durch Bepflanzungen mit tief wurzelnden Gehölzen zum Schutz der Weideflächen und Siedlungen, bildeten sich Vegetationsdecken. Ab dem 18. Jahrhundert setzten systematische Aufforstungen der Dünengebiete ein, sodass nur noch einzelne Binnendünen bestehen. Weiterhin wurden Dünen zur Gewinnung von Baumaterial als Sandgruben benutzt oder der feine Sand wurde gesammelt und als Scheuersand verkauft. Nach unterschiedlicher Nutzung, sowohl als militärisches Übungsgelände als auch als Materialquelle, wurde von 1926 bis 1929 der Volkspark Rehberge auf dem Gebiet der Rehberge gestaltet, an welches das Gebiet der Düne Wedding unmittelbar anschließt. Das Gelände der Gartenarbeitsschule wurde 1929 einer Wohnungsbaugesellschaft überlassen, um dort weitere Bauten der Friedrich-Ebert-Siedlung zu errichten, die aber nicht realisiert wurden. 1950 erfolgte der Rückkauf des Geländes und die Einrichtung der Gartenarbeitsschule.
Bereits 1976 wurde die Düne wegen ihrer Einzigartigkeit und naturgeschichtlichen Bedeutung als flächenhaftes Naturdenkmal in das Naturdenkmalbuch des Bezirks Wedding eingetragen aber erst am 26. Februar 2002 aufgrund der §§ 18 und 21 des Berliner Naturschutzgesetzes geschützt. Der Schutz schließt ihre Bodengestalt, die typische Bodenart des nährstoffarmen und trockenen Sandes und die Vegetation ein.

## Pflegemaßnahmen
Als Folge der natürlichen Sukzession und durch Bepflanzung sowie ausbleibende Pflege bildete sich auf der Düne innerhalb von Jahrzehnten ein dichter Bewuchs aus Brombeer-, Mahonien- und Schneebeerenbüschen, Eichen, Waldkiefern, Robinien und Buchen.
Nachdem die Düne 1976 als Naturdenkmal des Bezirks Wedding eingetragen war, erstellte man Ende der 1980er Jahre ein umfangreiches Schutz-, Pflege- und Entwicklungskonzept. Im Februar 2012 führte das Umweltamt Mitte als ersten Schritt zur Renaturierung der Düne umfangreiche Baumrodungsarbeiten durch, bei denen 80 Bäume gefällt wurden. Erhalten blieben die für die Landschaftsform der Binnendüne typischen Baumarten Waldkiefer und Eiche.
Seit dem Frühjahr 2012 hat sich der NABU-Berlin der Renaturierung, getreu den definierten Pflege- und Entwicklungszielen angenommen, und die Düne gewinnt dank intensiver Pflege zunehmend wieder ihre ursprüngliche Gestalt zurück. Hierzu hat sich eine Arbeitsgruppe gebildet. In regelmäßigen Pflegeeinsätzen werden nachwachsende Giersch-, Brombeer- und Robinienschösslinge entfernt. Nach dem Abtragen der bis zu 40 cm dicken Humusschicht soll eine Dünenlandschaft mit offenen Sandflächen entstehen, die Lebensraum für eine typische Sanddünen-Flora und -Fauna bietet. Hierzu sollen die Pflegearbeiten auch nach einer geplanten Initialbepflanzung mit dünentypischen Gräsern fortgesetzt werden.